# Master of Metal
Master of Metal je slovenski organizator metal koncertov in trgovina z metal glasbo. Največji dosežek je organizacija metal festivala Metalcamp.